# Space Chimps
Space Chimps (no Brasil, Space Chimps: Micos no Espaço; em Portugal, Macacos no Espaço), é um longa de animação de 2008, dirigido por Kirk DeMicco. Um videogame baseado no filme foi lançado no mesmo ano, e uma sequência diretamente em vídeo foi lançada em 2010 com o título de Space Chimps 2: Zartog Strikes Back.

## Sinopse
Três chimpanzés da NASA - Ham III, Luna e Titan - são enviados aos limites da galáxia para descobrir algum tipo de vida alienígena. Luna se identifica como a "certinha": ela é bem treinada, disciplinada e fascinada por astronautas humanos. Titan é um super-atleta cujos músculos são tão grandes quanto seu ego. Ham, o bisneto do primeiro chimpanzé a ir para o espaço, é o tipo "errado": o clássico pateta de bom coração que está mais interessado em ser artista de circo do que um herói astronauta. Forçados a trabalharem juntos, eles terão de juntar forças e aprender a conviver com suas diferenças para derrotar o vilão lorde Zartog, um alienígena grandalhão que domina o Planeta Malgor.